# Sociedad de San Agustín
La Sociedad de San Agustín (en latín: Societas Sancti Augustini) es una congregación religiosa católica de vida apostólica y de derecho pontificio, fundada por cuatro religiosos agustinos recoletos estadounidenses, en 1981, en Amarillo (Texas). A los religiosos de este instituto se les conoce como agustinos de Kansas y posponen a sus nombres las siglas S.S.A.

## Historia
La congregación fue fundada por cuatro religiosos agustinos recoletos, el 16 de octubre de 1981, en la ciudad de Amarillo (Texas - Estados Unidos), con el fin de profundizar el carisma agustiniano, dando mayor participación a los laicos, en las actividades de los religiosos. La congregación fue aprobada por el arzobispo James Patrick Keleher, de la arquidiócesis de Kansas City, en 1997. Ese mismo año la casa madre del instituto fue trasladada a la ciudad de Kansas City (Texas).

## Organización
La Sociedad de San Agustín es un instituto religioso de derecho diocesano y de gobierno centralizado. A la cabeza de la congregación se encuentra un superior general, al que llaman prior.
Los agustinos de Kansas se dedican a las actividades parroquiales y a la formación de los laicos. Hacen énfasis en la participación de estos en las actividades y la vida de la iglesia y la observancia regular. Estos religiosos viven según la Regla de San Agustín y forman parte de la familia agustiniana. En la actualidad, el instituto cuenta con una docena de sacerdotes y dos comunidades, presentes únicamente en los Estados Unidos. A la congregación está unida una rama femenina que cuenta con un monasterio, pero que mantiene su autonomía.